# Eckie Jordan
Evelyn Juanita Jordan, detta Eckie (Pelzer, 19 settembre 1925 – Anderson, 25 marzo 2017), è stata una cestista statunitense.

## Carriera
Giocò nella AAU nelle Hanes Hosiery, e venne nominata All American per 5 volte, dal 1950 al 1954.
Con gli Stati Uniti partecipò ai Giochi panamericani di Città del Messico 1955, dove vinse la medaglia d'oro.
Nel 1990 è stata introdotta nella North Carolina Sports Hall of Fame.